# Marieby
Marieby is een plaats in de gemeente Östersund in het landschap Jämtland en de provincie Jämtlands län in Zweden. De plaats heeft 218 inwoners (2005) en een oppervlakte van 80 hectare. De plaats ligt aan een baai van het meer Storsjön, de stad Östersund ligt ongeveer vijf kilometer van de plaats aan de overkant van deze baai.